# Huka pallida
Huka pallida är en spindelart som beskrevs av Forster och Wilton 1973. Huka pallida ingår i släktet Huka och familjen trattspindlar. Inga underarter finns listade i Catalogue of Life.